# Jean-Jacques Causse
Pour les articles homonymes, voir Causse (homonymie).
Jean-Jacques Causse, né le 29 août 1751 à Caux dans le Languedoc et mort le 15 avril 1796 à Dego en Italie, est un général de brigade de la Révolution française. Incorporé très jeune dans l'armée royale, où il sert pendant vingt-deux ans, il est promu officier au cours de la Révolution française : affecté dans les Pyrénées, il se distingue à plusieurs reprises contre les Espagnols et connaît un avancement rapide, étant promu général de brigade en décembre 1793. Il est tué à la bataille de Dego face aux Autrichiens en avril 1796, alors qu'il participe à la première campagne d'Italie sous les ordres de Napoléon Bonaparte. Son nom est inscrit sous l'arc de triomphe de l'Étoile à Paris.

## Biographie

### Du soldat du roi au général de la Révolution

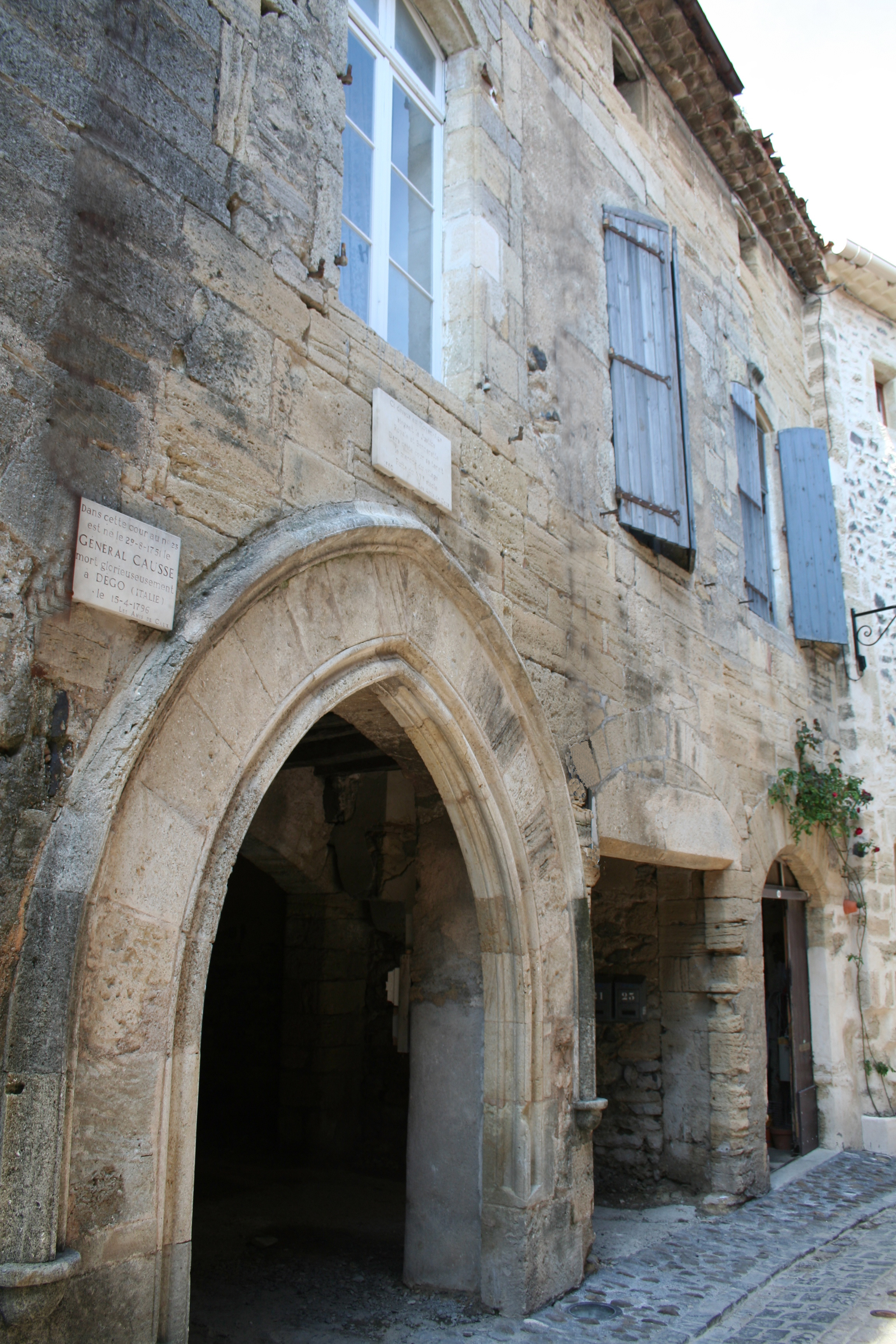
Maison natale du général Causse, à Caux.

Jean-Jacques Causse naît le 29 août 1751 à Caux, du mariage de Jean Causse, bourgeois, et Jeanne Enjalvin. Il est baptisé le 5 septembre dans l'église de ce village. Engagé à 18 ans au régiment de Boulonnais le 26 février 1770, il est fait caporal le 1er août 1772, mais il revient à la vie civile l'année suivante avec, semble-t-il, l'intention d'ouvrir un commerce. Il finit toutefois par réintégrer son ancien régiment et est promu sergent le 7 juin 1776, sergent-major le 9 avril 1783, adjudant le 1er avril 1792 et enfin sous-lieutenant le 22 mai suivant ; à cette date, le régiment de Boulonnais est devenu le 79e régiment d'infanterie. 
Nommé lieutenant le 8 septembre, Causse part pour l'armée des Alpes avant d'être transféré sur le front des Pyrénées. Adjudant-major le 24 avril 1793, il prend la tête du 1er bataillon de volontaires du Mont-Blanc en qualité de lieutenant-colonel le 30 août. Quelque temps plus tard, le 4 octobre, il est élevé provisoirement par les représentants du peuple au grade d'adjudant-général chef de brigade (équivalent de colonel), puis à celui de général de brigade le 25 décembre 1793, là encore à titre provisoire. 
Il sert dans l'Armée des Pyrénées orientales où il passe les six premiers mois de l'année 1794 dans la division du général Jean-Antoine Marbot. Il est ensuite transféré à celle du général Pierre François Sauret. L'historien britannique Digby Smith mentionne toutefois la brigade Causse parmi les unités sous les ordres de Sauret lors du siège de Collioure, du 2 au 26 mai 1794. Le 13 août de la même année, Causse participe à la bataille de Saint-Laurent-de-la-Mouga où, commandant le centre de la division Sauret, il contribue à repousser une attaque espagnole contre l'aile gauche française.
Au cours de la bataille de la Sierra Negra, le 17 novembre, les troupes de Sauret sont chargées de faire diversion à gauche pour favoriser l'offensive du reste de l'armée : la brigade Causse s'avance contre la ligne espagnole mais échoue devant Capmany, en dépit de sa bonne contenance face à la cavalerie adverse. Trois jours plus tard, alors que les combats se poursuivent, une nouvelle manœuvre de diversion conduite par Sauret rencontre davantage de succès, en particulier pour la brigade Causse qui refoule les Espagnols jusqu'à Saint-Clément. Dans la foulée, Sauret entreprend d'assiéger Roses qui est investie le 21 novembre. La brigade Causse est alors forte de 1 403 hommes. Les derniers défenseurs de Roses, dont l'effectif initial de 4 000 hommes a été quasiment réduit de moitié après plusieurs mois de siège, abandonnent finalement la place le 3 février 1795 et sont évacués par bateaux.

### Sous les ordres de Bonaparte en Italie

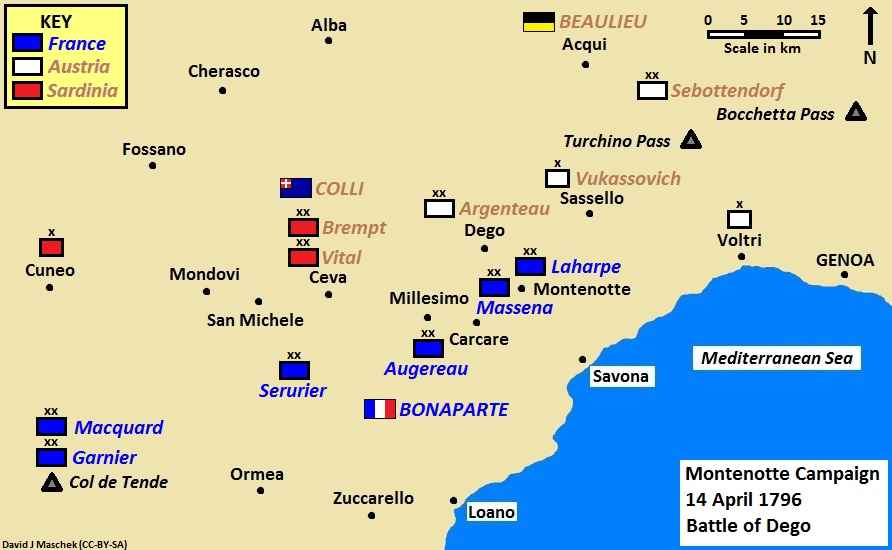
Positions des troupes françaises et austro-piémontaises en Italie le 14 avril 1796, jour de la bataille de Dego.

Selon l'un de ses biographes, Causse est affecté à l'armée des Alpes le 5 février 1795. Georges Six ne fait pas mention de cet épisode mais évoque par contre un commandement à l'armée du Midi entre juillet et octobre. Dans l'intervalle, Causse est confirmé dans son grade de général de brigade le 13 juin. Le 3 octobre, il est transféré à l'armée d'Italie. 
Nommé à la division Laharpe le 8 avril 1796, il prend part à la victoire de Montenotte le 12 avril. Les troupes françaises convergent ensuite sur Dego : dans l'après-midi du 13, le général Masséna constate que la prise de cette localité ne sera pas facile car les positions austro-piémontaises sont bien fortifiées et pourvues de 18 canons ; les défenseurs, quant à eux, sont au nombre de 3 000. Dès le lendemain matin, à 11 h, le commandant français lance toutefois en avant la division Meynier, formée en deux colonnes, pour s'emparer de Dego. À droite, le général Colaud de La Salcette déploie 1 800 hommes tandis qu'au centre, Masséna conduit personnellement les 14e et 32e demi-brigades de ligne, dont l'effectif combiné se monte à 2 600 hommes. Sur la gauche, la division du général Laharpe se porte sur la rive ouest de la Bormida et met six canons en batterie afin de soutenir l'attaque. 
Alors que la colonne de La Salcette menace sérieusement l'aile gauche autrichienne aux alentours de 15 h, Masséna ordonne à ses troupes de s'emparer de Dego par le sud. Dans le même temps, Laharpe scinde sa division en trois colonnes et franchit la Bormida, située au nord de Dego, pour accrocher le flanc droit des Austro-Piémontais. La droite de son dispositif est tenue par le général Causse avec deux bataillons de la 51e demi-brigade de ligne, le centre par Jean-Baptiste Cervoni avec un bataillon de la 75e et la gauche par un autre bataillon de la 75e ainsi que par les deux régiments de cavalerie du général Stengel. L'offensive française est déterminée et contraint les défenseurs à abandonner une à une toutes leurs positions, si bien que lorsque le général autrichien Argenteau débouche tardivement sur les lieux avec deux bataillons de renfort, il est facilement repoussé. Les Français capturent au total 16 canons, quatre drapeaux ainsi qu'environ 1 500 prisonniers. 

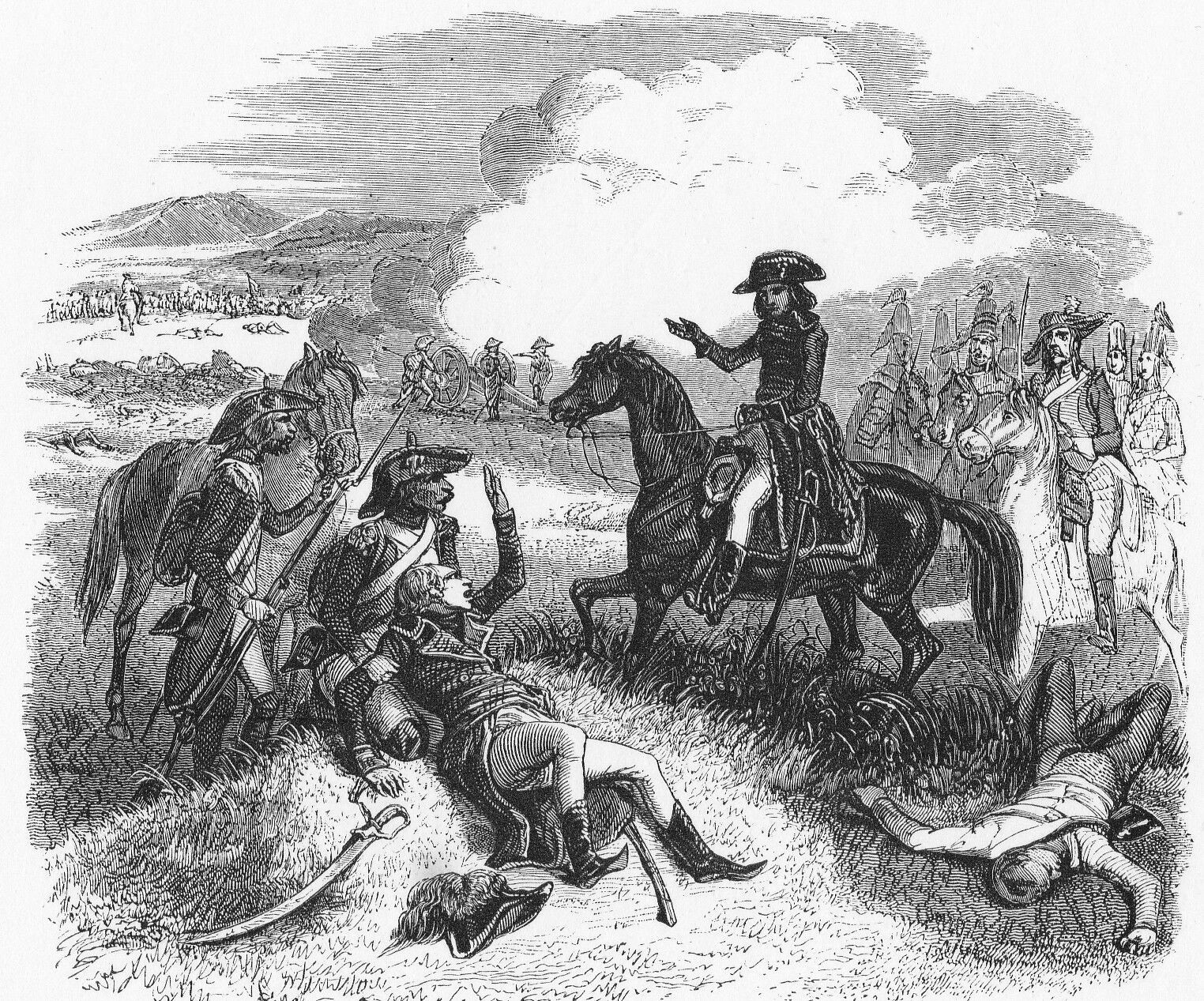
Le général Bonaparte et le général Causse à la bataille de Dego. Illustration d'Auguste Raffet, 1840.

Le soir même de cette victoire, les soldats français, affamés, se dispersent en quête de nourriture et se livrent à toute sorte de pillages, au mépris de la discipline. De son côté, la division Laharpe est détachée en mission ailleurs alors que la pluie se met à tomber. Le 15 avril, à 7 h du matin, une brigade autrichienne sous les ordres du colonel Josef Philipp Vukassovich fait irruption dans Dego. Une lutte féroce de trois heures s'engage au cours de laquelle de nombreux officiers français sont mis hors de combat. L'armée d'Italie doit finalement reculer, abandonnant le village et plusieurs centaines de prisonniers aux Autrichiens. 
Masséna parvient cependant à rallier ses soldats, bat le rappel de la division Laharpe et, sitôt celle-ci arrivée, lance une nouvelle attaque contre Dego, dans une répétition de l'engagement de la veille. Laharpe déploie la 51e demi-brigade de ligne sous Causse ainsi que la brigade Victor composée de la 4e demi-brigade légère et de la 18e de ligne. La progression de Causse se heurte à une résistance acharnée qui sème le trouble au sein de sa colonne : la 51e est repoussée et le chef de brigade qui la commande tombe provisoirement aux mains des défenseurs. Au cours de l'action, le général Causse est mortellement blessé par un coup de baïonnette à la hanche droite. D'après un témoin, lorsque Causse agonisant voit le général en chef Bonaparte, il lui dit :

« — Dego est-il repris ? Je meurs content si la victoire est à nous. »

— « Sois content et meurs satisfait, brave Causse, tes vœux sont remplis », lui répond Bonaparte. »

Il est alors 14 h et la victoire n'est pas encore sûre ; ce n'est qu'à 17 h que les Autrichiens sont chassés de Dego.

## Hommages
En 1797, sur la demande de Bonaparte, deux navires de guerre furent baptisés Causse en souvenir de ce général : un ex-bateau vénitien en service de 1797 à 1801 et une canonnière de la flottille du lac de Garde en 1797.
À Paris, son nom est gravé au sommet du pilier sud de l'Arc de triomphe de l'Étoile, pilier tourné vers l'avenue Kléber, et plus précisément sur la 30e colonne. Son buste est exposé à la galerie des généraux à Versailles. Un tableau d'Hippolyte Lecomte illustrant sa mort se trouve au musée du Louvre ; une copie a été offerte à la mairie de Caux.